# Kröklings hage

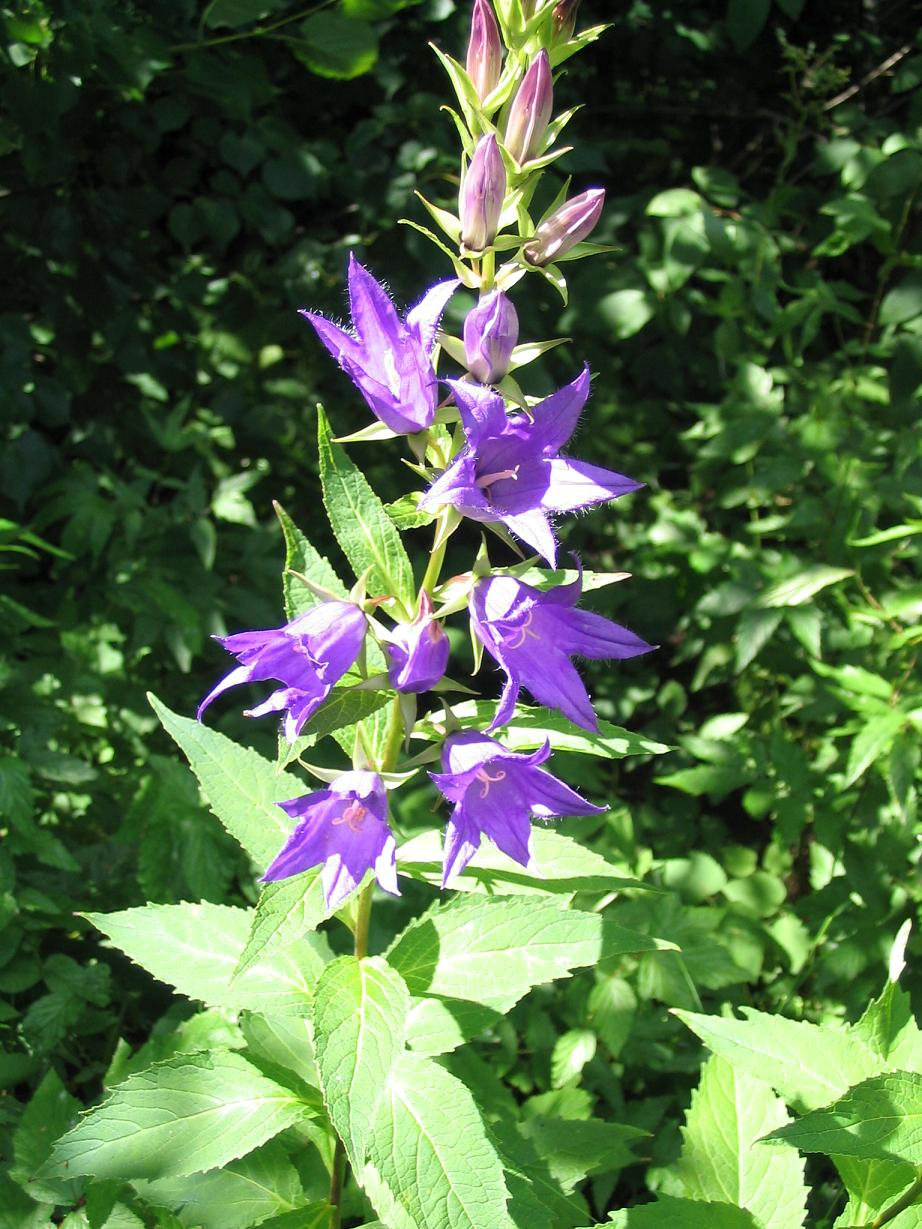
Hässleklocka

Kröklings hage är ett naturreservat i Borås kommun i Västra Götalands län.
Naturreservatet är skyddat sedan 1962. Det är beläget öster om Fristad och 14 hektar stort. Där finns flera naturtyper, bland annat ädellövskog, blandskog och löväng.  
Inom området finns två raviner. Den ena ravinen är en förkastning och kallas Hovalida stup. Där finns branta klippväggar, stora klippblock och höga granar. I en ekhage med grova träd finns en rik moss- och lavflora. Längs en bäck finns blandskog där det växer  gullpudra, hässleklocka, springkorn och vänderot.
Mellan ravinerna finns ängsmark med slåtteräng. Där kan man finna brudbröd, stor blåklocka och slåttergubbe. Genom reservatet går flera stigar.   
Området ingår i EU:s ekologiska nätverk av skyddade områden, Natura 2000. Det förvaltas av Västkuststiftelsen